# Tant Grön, tant Brun och tant Gredelin (1968)
Tant Grön, tant Brun och tant Gredelin är en TV-teaterproduktion visad på Sveriges Television år 1968, baserad på Elsa Beskows bok med samma titel.
Detta är den första i en serie Elsa Beskow-filmatiseringar på Sveriges Television i regi av Mille Schmidt. Produktionerna är gjorda likt sagoaktiga, illustrerande stumfilmer med berättarröst, som läser direkt ur sagoböckerna om de tre systrarna med olikfärgade kläder, boende i ett gemensamt hus i det sena 1800-talets fridfulla småstadsmiljö och med farbror Blå som återkommande gäst. Filmen premiärvisades i två delar med början på julafton och fortsättning dagen därpå.

## Handling
Handlingen består i att systrarna tant Grön, tant Brun och tant Gredelin blir bestulna på sin hund, Prick, av en positivhalare. De möter de föräldralösa barnen Petter och Lotta som hittat hunden, och tanterna blir så glada att de låter Petter och Lotta flytta hem till dem.

## Medverkande
- Berit Tancred – Tant Grön
- Ittla Frodi – Tant Brun
- Gun-Britt Falck – Tant Gredelin
- Håkan Westergren – Farbror Blå
- Ingvar Axelsson – Petter
- Eva Hassellöf – Lotta
- Gösta Prüzelius – positivhalaren
- Sanna Ekman – barn
- Åke Falck – berättarröst